# Sophie Gourion
Sophie Gourion, née le 15 juillet 1973, est une féministe, journaliste et autrice jeunesse française.
Créatrice du blog Tout à l’égo, elle est à l'origine du podcast Corps et âme et du Tumblr Les Mots Tuent, dénonçant le traitement journalistique des violences faites aux femmes.

## Biographie

### Origines et formation
Sophie Gourion naît Sophie Rouiller le 15 juillet 1973. 
Elle obtient un BTS commerce international en 1994 et une licence en sciences de l'éducation de l'université Paris-X Nanterre en 1996.

### Parcours professionnel
Sophie Gourion travaille de 2000 à 2011 dans le marketing et la communication chez L'Oréal,. Elle y est déléguée du personnel.
En août 2011, elle publie sur Le Plus du Nouvel Obs l'article L'influence des femmes sur le Net ou l'art de l'auto-sabotage, sur lequel le site d'Arrêt sur images fait un sujet se concluant par le même constat: « Cette constatation, nous la faisons aussi à Arrêt sur images, lors de la préparation des émissions : des invitées refusant parfois de venir, estimant que leurs compétences ne leur permettront pas de prendre part au débat. Rares sont les hommes qui expriment la même crainte ».
Elle collabore en tant que journaliste,, avec des médias tels que Slate, aufeminin, L’Express styles et Rue89.
En mars 2016, après un remaniement ministériel, elle rejoint le cabinet de Laurence Rossignol, ministre des Familles, de l'Enfance et des Droits des femmes en tant que chargée de mission, puis conseillère,,.
En 2019, elle devient consultante en gestion de carrières, accompagnant des femmes dans le cadre de bilans de compétences.
Parallèlement à ces activités, elle intervient en tant que conférencière spécialiste des questions d’égalité entre les femmes et les hommes. À la rentrée 2019, elle devient invitée régulière sur France Inter dans l’émission Pas son genre.
Elle rejoint ensuite l’association DesCodeuses en tant que responsable de l’insertion professionnelle, puis intègre en septembre 2023 le conseil départemental de la Seine-Saint-Denis en tant que cheffe de bureau du développement des compétences.

### Vie personnelle
Elle est mère de deux enfants.

## Écrits et engagements

### Blog
En 2011, elle crée le blog Tout à l’ego, axé sur l'égalité entre les femmes et les hommes, et la dénonciation des publicités ou initiatives sexistes. 
En mai 2014, en reprenant l'étude citée par le magazine Forbes, elle publie le premier écrit sur la taxe rose en France, concept ensuite repris par le collectif Georgette Sand.
À partir de 45 ans, confrontée à l’âgisme en entreprise, elle dénonce les stéréotypes liés aux femmes seniors dans le monde du travail  mais réagit également aux propos âgistes de Yann Moix, qui s'était dit « incapable d'aimer une femme de 50 ans ». Elle s'intéresse également aux stéréotypes de genre, et travaille sur les questions d'égalité fille/garçon.
En 2015, BMF TV classe Tout à l'ego parmi le top 10 des blogs qui dénoncent les inégalités hommes/femmes.

### Tumblr
En mars 2016, après des mois de militantisme sur Twitter, elle crée le Tumblr Les Mots tuent pour dénoncer le traitement journalistique des violences faites aux femmes dans la presse française, notamment la presse quotidienne régionale. Le Tumblr, alimenté jusqu'en 2020 avec le concours d'internautes, compile cette même année 350 articles de presse. Elle y donne des exemples de titres accrocheurs « qui se rient des violences conjugales en inversant la faute »: « Ivre, il frappe sa compagne pour des grumeaux dans la pâte à crêpe », « Morte d’avoir été trop belle »… Ce type de titre véhicule selon elle des stéréotypes sur les violences faites aux femmes qui ont tendance à déresponsabiliser l’agresseur et inverser la charge de la faute. Pour beaucoup, ces «perles» sont amusantes et sans gravité. Elle a voulu montrer en compilant leur récurrence que ces expressions sont loin d’être anodines et isolées. Elles constituent une véritable «guerre du langage». Elle estime que le féminicide est un crime «possessionnel», pas «passionnel» car la rupture est le premier déclencheur du passage à l'acte.
Sophie Gourion considère que derrière les expressions de crimes passionnels et drames conjugaux, se cachent des féminicides qui ne portent pas leur nom. Le mot avait pourtant fait son entrée dans Le Petit Robert dès 2015.
Son travail bénéficie d'une forte résonance médiatique dans la presse d'information généraliste,,, et est cité dans des avis de la Commission nationale des droits de l'homme (CNCDH) et du HCEF,. Il trouve également un écho dans le monde académique.
Le Tumblr a, selon Lauren Bastide, contribué à améliorer le traitement journalistique des violences sexistes et sexuelles. Caroline De Haas reconnaît également que « le travail de Sophie Gourion, avec son blog #LesMotsTuent [...] a fait bouger les lignes ». La sénatrice Laurence Rossignol, quant à elle, constate qu’il y a eu une évolution dans la prise en compte de ses meurtres, prenant l’exemple du Tumblr.
Son travail sur ce Tumblr fut également source d'inspiration pour l'humoriste Sophia Aram dans l'écriture de son spectacle À nos amours,.  

### Campagnes sur les réseaux sociaux
En 2014, elle est victime d'un bombardement Google via Amazon Mechanical Turk après avoir épinglé le site Seduction by Kamal pour incitation au viol.
En 2017, elle lance le hashtag #Balancetonforum pour interpeller les marques et les inciter à interrompre leurs publicités sur Jeuxvideo.com à la suite d'une campagne de harcèlement contre la journaliste Nadia Daam. Selon elle, exercer une pression économique sur le forum renverserait le rapport de force. Cette initiative pousse huit annonceurs à suspendre leurs publicités (dont La Française des jeux, Barilla et Hello Bank!), . 

### Autres productions
En 2017, elle crée le podcast Corps et âme, dans lequel, à travers 20 épisodes, elle s’intéresse aux corps des femmes, à leur représentation et interroge toutes les normes que la société y attache. Le magazine Elle classe le podcast parmi les dix meilleurs podcasts beauté.
La même année, elle publie chez Gründ Les filles et les garçons peuvent le faire aussi, ouvrage jeunesse illustré par Isabelle Maroger, contre les stéréotypes de genre chez les enfants. En 2020, l'éditeur publie dans la même collection un ouvrage sur le même thème, avec la même illustratrice, ce qui provoque des problèmes de « loyauté et contrat moral dans l’édition » selon Sophie Gourion ; l'éditeur se défend.

### Impact et représentativité
Elle est surnommée par le magazine Elle « La vigie 2.0 du féminisme » en raison de son importante présence médiatique et sa dénonciation permanente du sexisme. Le site Toute la culture la décrit comme « l’électron libre du féminisme ».
Selon l'universitaire Hélène Breda, la multipositionnalité en ligne de Sophie Gourion est représentative des féminismes numériques contemporains.

## Ouvrage
- Sophie Gourion (ill. Isabelle Maroger), Les filles peuvent le faire aussi ! Les garçons peuvent le faire aussi !, Paris, Éditions Gründ, 2019, 48 p. (ISBN 978-2-324-02260-9).